# Trichodoridae
Trichodoridae hay tên khác là stubby-root nematodes, trichodorids, là tên của một họ của các loài giun đất ăn rễ cây. Nó là 1 trong 2 họ của phân bộ Diphtherophorina, thuộc bộ Triplonchida. Về phương diện kinh tế thì chúng là loài kí sinh chủ yếu của cây trồng và vật chủ trung gian của các loài vi-rút.

## Bệnh lí cây trồng
Họ này được biết đến vào năm 1951, khi đó, Trichodorus christie (tên đồng nghĩa của Paratrichodorus minor) được người ta nhận ra là 1 mối đe dọa cho vụ mùa (cây củ cải đường và bắp) tại Florida. Ngoài ra, vào năm 1961, người ta phát hiện ra chúng cũng là vật chủ trung gian của vi-rút.

## Phép phân loại
Năm 1880, một loài thuộc họ này tên là Dorylaimus primitivus được De Man mô tả và năm 1913, chi Trichodorus được Cobb mô tả dựa trên các đặc điểm của Trichodorus obtusus.

### Phát sinh loài
Theo như trường hợp của Nanidorus, theo như sự phân tích phát sinh loài thì đã cho ta thấy nó là một chi riêng biệt. Mặc dù việc xếp nó với Trichodorus thì có phần hơi xa so với tổ tiên của nó là Paratrichodorus.

### Loại
Trước khi tầm quan trọng về kinh tế của loài này được nhân ra thì có rất ít loài, vào năm 1957 thì chỉ có duy nhất 12 loài. Nhưng sau đó thì số lượng loài lại tăng lên nhanh chóng. Đến hiện tại thì có 102 loài, được đưa vào 6 chi:
- Allotrichodorus Rodriguez-M, Sher and Siddiqi, 1978[15] (6 species)
- Ecuadorus Siddiqi, 2002 (2 species)
- Monotrichodorus Andrassy, 1976[16] (4 species)
- Nanidorus Siddiqi, 1974[17]
- Paratrichodorus Siddiqi, 1974[17] (34 species)
- Trichodorus Cobb, 1913[18] (54 species)

### Từ nguyên học
Trichodoridae xuất phát từ 2 từ tiếng Hy Lạp là trichos có nghĩa là lông hoặc tóc và dory có nghĩa là cái giáo. Còn tên "stubby-root" là chỉ tác động của loài giun tròn này lên hệ thống rẽ làm cho nó bị kìm hãm sự phát triển.